# Modlniczka
Modlniczka est une localité polonaise de la gmina de Wielka Wieś, située dans le powiat de Cracovie en voïvodie de Petite-Pologne.